# Dynamic Language Runtime
Dynamic Language Runtime (DLR) är en samling klassbibliotek skapade av Microsoft som tillåter dynamiska programspråk, såsom Python och Ruby, på Common Language Runtime (CLR). DLR är ett lager ovanpå CLR och låter flera dynamiska programsspråk att dela på samma funktioner.
DLR tillhandahåller följande tjänster:
- Dynamiskt typsystem, delas av alla språk som använder DLR.
- Dynamisk kodgeneration
- Underliggande API

Språk som använder DLR:
- IronPython - implementation av Python på .NET
- IronRuby - implementation av Ruby på .NET
- Visual Basic.NET 10 (VBx) - Kommande version av VB.NET
- Managed JScript - Efterföljare till JScript.NET
- Phalanger (PHP-kompilator) - PHP på CLR (delvis)